# Sibel Horada
Sibel Horada (* 1980 in Istanbul, Türkei) ist eine türkische Bildhauerin und Installationskünstlerin.

## Leben
Horada entstammt einer sephardischen Familie. Sie besuchte in Istanbul in den Jahren von 1993 bis 1998 das Robert College und ging danach auf die Brown University in Providence, Rhode Island in den USA. Dort machte sie 2008 ihren Bachelorabschluss im Fach Darstellende Kunst. Von 2008 bis 2011 besuchte sie die Istanbuler Yıldız Teknik Üniversitesi (YTU) und erlangte dort den Master of Arts (MA) in den Fächern Kunst und Design. 
Seit Horadas Schul- und  Studientagen wurden ihre Skulpturen und Installationen sowohl in Istanbul, in Europa als auch in den USA ausgestellt. Die Künstlerin ist verheiratet. Sie lebt und arbeitet in ihrer Heimatstadt.

## Preise und Auszeichnungen
- 1998: Robert College Award for Development in Art.
- 2007: HSBC Sculpture Competition: 1. Preis für ihre Installation Peace Monument.

## Ausstellungen
- 1998: Ösürük Çiçeğinin Kolları, Robert College, Istanbul.
- 2001: Brown Student Exhibition, David Winton Bell Gallery, Brown University, Providence, Rhode Island, USA.
- 2002: Cyclical Machine for Unitary Change, List Art Center, USA.
- 2007: Installation Peace Monument, Esentepe HSBC Building, Istanbul.
- 2009: Borders and Orbits 05, Siemens Art, Istanbul.
- 2010: Gittikçe (On the Go), Architecte Simotas Building, Istanbul.
- 2011: Kişisel, Hem De Digil, Daire Gallery, Istanbul.
- 2012: Turquoise, Galerie Maurits van de Laar, Den Haag, Niederlande.
- 2013: Signs Taken in Wonder: Searching for Contemporary Istanbul, Museum für angewandte Kunst (Wien)
- 2013: Here Together/Now, Public Presentation, Kulturzentrum Matadero (Schlachthof), Madrid, Spanien.
- 2013: Düsüs/A Fall, Daire Gallery, Istanbul.
- 2017: Forest, mit Buket Savci, Kunstverein Ludwigsburg.[2]
- 2018: An Internal Garden, Depo, Istanbul.
- 2022: Clearing Spaces in Still Water, Kunsthaus Göttingen.